# Consonante velar

Diagrama del lugar de articulación del sonido velar.

Una consonante velar es un tipo de consonante cuyo punto de articulación o paso más estrecho de la corriente del aire se aproxima o toca la zona posterior del paladar también llamada velo. 
Puesto que la región velar de la parte superior de la boca es relativamente extensa y los movimientos del dorso de la lengua no son muy precisos, las velares fácilmente sufren asimilación fonética, desplazando su punto de articulación atrás o adelante dependiendo del timbre de los sonidos adyacentes, especialmente las vocales. Frecuentemente las velares sufren cambios fonéticos adelantándose parcial o totalmente convirtiéndose en una palatalizada o palatal ante vocales anteriores o palatales. Las vocales posteriores tienden a veces a atrasar las velares.
Muchas lenguas presentan labialización en la articulación de las velares, tal como sucede en la consonante coarticulada [kʷ], en la que la articulación velar es acompañada por un redondeamiento de los labios, estas consonantes son labiovelares. También existe consonantes doblemente articuladas como las consonantes labial-velares, que presentan una doble articulación como sucede en el sonido [k͡p] frecuente en muchas lenguas de África Occidental.

## Ejemplos
Los sonidos velares del español son:
- [k] Como por ejemplo en la /k/ de casa, queso o kilo.
- [g] Como en la /g/ de gato o guerra.
- [x] Como en la /x/ de gente o jirafa en muchos dialectos (en otros es [h]).
- [ŋ] Como en la /n/ de franja (este sonido no es fonémico en español, solo es un alófono de /n/).
- [ɣ̞] Como en la /g/ de lago (este sonido no es fonémico en español, solo es un alófono de /g/)

## Procesos fonológicos
Entre las lenguas del mundo el cambio fonético más frecuente que experimentan las consonantes velares es la palatalización ante vocal anterior o palatal. Ese cambio es por ejemplo el origen de que en español y otros idiomas romances las letras c y g no se pronuncien igual cuando les siguen las vocales e o i que en el resto de posiciones. Sin embargo, el fonema /x/ del español es en gran parte el resultado de una despalatalización de los antiguos fonemas /š, ž/ [ʃ, ʒ], que a su vez procedían de palatalizaciones de diversas consonantes latinas.
- Datos: Q19408